# Deportazioni di massa del Gebel
Con la locuzione di deportazioni di massa del Gebel si indicano le deportazioni coattive messe in atto dalle forze armate italiane tra il 1929 e il 1931 ai danni delle popolazioni nomadi e seminomadi della regione libica del Gebel el-Achdar, nell'ambito dei più ampi eventi della cosiddetta riconquista della Cirenaica. Ai fatti è stata data anche, da diversi autori, la definizione di genocidio del Gebel, locuzione che altri invece rifiutano in quanto da loro ritenuta non neutrale.

## Storia

### Contesto
Nel 1926 l'esercito italiano senza molte difficoltà era stato in grado di occupare l'oasi di Giarabub e nel 1931 l'oasi di Cufra.
Gebel el-Achdar invece era un territorio più difficile, era un altopiano a picco sul mare ricco di boscaglie che permetteva ai libici azioni di guerriglia. Inoltre i guerriglieri si confondevano con la popolazione locale, rendendo difficili le operazioni di rastrellamento. Nel 1929 il Generale e governatore della Cirenaica Pietro Badoglio decise che bisognava separare nettamente la popolazione locale dai ribelli, conscio che questo provvedimento avrebbe potuto causare la rovina di quella popolazione

### La deportazione nei campi di concentramento

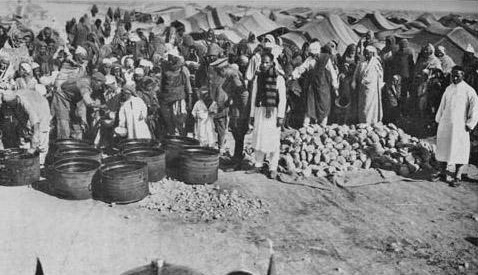
Diecimila persone vennero detenute nel campo di concentramento di El-Agheila.

Per sciogliere la matassa dopo la conquista di Fezzan fu richiamato sul posto Rodolfo Graziani che stabilì la deportazione della popolazione di 100.000 cirenaici da Gebel el-Achdar in 13 campi di concentramento costruiti nelle inospitali regioni della Sirtica. Questi campi di concentramento facevano versare le popolazioni in condizioni pessime, per cui la popolazione fu decimata a causa della fame, di problemi igienici e per le malattie. Tra questi campi si ricordano El-Agheila, Massa el-Braga, Ain Gazala e Soluch, dove venne impiccato il capo della resistenza libica Omar al-Muktar
La popolazione valutata di 225.000 abitanti nel 1920 si ridusse a 142.000. Anche l'economia agricola e pastorale ebbe un grosso contraccolpo, sembra che gli ovini passassero da 800.000 nel 1926 a 95.000 nel 1933, i dromedari da 75.000 a 2.400, i cavalli da 14.000 a 1.000 e gli asini da 9.000 a 5.000 

Alcune testimonianze di comunità islamiche del 1930 parlano di 80.000 persone deportate nel deserto di Sirte alle quali furono confiscati i terreni che sarebbero poi stati ceduti a coloni italiani.
Graziani fece costruire un reticolato di 270 km al confine con l'Egitto dalla costa fino a Giarabub che era costantemente pattugliato da truppe italiane. La costruzione di questo muro ante-litteram richiese l'opera di 2500 operai civili e 1200 militari per la sua vigilanza. Questa opera era indispensabile per Graziani, perché per vincere la ribellione bisognava bloccare le vie di rifornimento (rifornimenti di munizioni e alimentari venivano contrabbandati dall'Egitto).

## Storiografia parziale
- Studiosi come Eric Salerno in "Genocidio in Libia", pubblicato prima nel 1979 e (nuova edizione Manifesto Libri) nel 2001, Angelo Del Boca o Giorgio Rochat che fecero studi approfonditi e trovarono documenti che testimoniavano che in Libia erano avvenuti fatti criminali gravissimi.[8]Secondo Giorgio Rochat si può parlare di "genocidio", perché la società del Gebel fu distrutta dalle fondamenta.[1]
- Nicola Labanca assegna alla deportazione delle popolazioni del Gebel il termine di "genocidio", perché vi sarebbe stato un accanimento su un gruppo etnico ben definito (seminomadi e nomadi Beduini del Gebel e del deserto). Inoltre, sempre secondo Labanca, fu ferita la tradizione delle popolazioni sopravvissute ai campi, che hanno dovuto cambiare cultura, forme di convivenza e condizioni lavorative.[2]
- Federica Saina Fasanotti ritiene che paragonare le deportazione del Gebel con il genocidio nazista sia una forzatura, in quanto in quest'ultimo c'era un vero e proprio progetto di sterminio fondato su un forte odio razziale. Secondo la Fasanotti ciò non è applicabile ai campi italiani, istituiti con l'unico scopo di fiaccare la resistenza libica. In effetti la vita nei campi era molto dura e si moriva di fame e di malattie ma non vi era volontà di sterminio, pertanto sovrapporre i due diversi eventi sarebbe una forzatura ideologica.[3]